# Імайо
Імайо (яп. 今様, Імайо-ута) — літературний жанр поезії в пісенному стилі, характерний для середньовічної Японії з періоду Хейан. Назва перекладається як «Сучасний стиль» або «Пісні у сучасному стилі». Більшість цих пісень міститься у збірці «Рьодзін хісьо» («Таємна вибірка, що здіймає в танці пил на балках»), яку укладено 1169 року, доопрацьовано 1180 року, але на сьогодні з 10 сувоїв збереглися частини.

## Історія
Як жанр сформувалися в середині періоду Хейан (X століття) і набули найбільшого поширення як серед аристократів, так і простолюду наприкінці Хейан — на початку періоду Камакура. Походження цих пісень тісно пов'язане із буддистськими гімнами сьомьо — різновиди гімнів, так звані «японські літанії» (васан) були скорочені і приведені до форми японського чотировірша. Імайо виникли серед простолюдинів, насамперед серед банних служанок юдзьо і танцівниць для розваг сірабьосі.
У XII столітті, завдяки захопленням імператорів танцівницями, нова пісенна культура знайшла визнання при дворі і була підхоплена місцевою знаттю. За переказами імператор Ґо-Сіракава так любив імайо, що, рецитуючи, кілька разів зривав свій голос.
У XIII столітті імайо поступово зникли. Сьогодні їх відголосок можна знайти хіба що у мелодичних співах еттнеґаку — різновиді придворного ґаґаку.

## Характеристика
Це восьмирядкові пісні за схемою складоподілу 7—5—7—5—7—5—7—5. Виконувалися під музично-танковий супровід. Вплинули на стиль військового рмоану (гункі-моногатарі) та на розвиток театру Но. Частково відчутний вплив на японську пісенну вторчість кінця XX і початку XXI століття.